# Облужья
Облужья — река в России, протекает по Тверской области. Исток реки находится к северу от Ременники и Юрово, река течёт в основном на восток в неё выходит множество мелиоративных каналов. Протекает мимо Спиридоново, Снегиревки, Кривоногово. Устье реки находится в 115 км по левому берегу реки Сить, отметка уровня воды в устье 138,9 м. Длина реки составляет 17 км, площадь водосборного бассейна — 87,4 км².

## Данные водного реестра
По данным государственного водного реестра России относится к Верхневолжскому бассейновому округу, водохозяйственный участок реки — Рыбинское водохранилище до Рыбинского гидроузла и впадающие в него реки, без рек Молога, Суда и Шексна от истока до Шекснинского гидроузла, речной подбассейн реки — Реки бассейна Рыбинского водохранилища. Речной бассейн реки — (Верхняя) Волга до Куйбышевского водохранилища (без бассейна Оки).
Код объекта в государственном водном реестре — 08010200412110000004811.